# Мадейски Стейдиъм
„Мадейски Стейдиъм“ е футболен стадион в английския град Рединг. Това е официалният стадион на ФК Рединг. Ръгби отборът „Лондон Айриш“ също го ползва като наемател. Стадионът е кръстен на председателя на ФК „Рединг“ Джон Мадейски.

## Стадионът
Стадионът разполага с 24 161 изцяло седящи места и се намира до магистрала М4. Той е построен на мястото на бивше сметище за битови отпадъци. Построяването му струва повече от 50 млн. паунда, а теренът е снабден със система от синтетични влакна, преплетени с естествена трева на стойност 750 000 паунда.
Съоръжението е открито на 22 август 1998 г.
ФК „Рединг“ участва във Висшата лига за първи път през сезон 2006 – 07. Заради големия интерес към мачовете, през октомври 2006 клубът анонсира намеренията си да разшири капацитета до 37 – 38 000 места. Заявката е подадена на 24 януари 2007 г., като предлага първоначално разширяване на Източната трибуна с още 6000 места (увеличавайки капацитета до 30 000) и следващо разширяване на Северната и Южната трибуна, достигайки до пълния предложен капацитет. На 24 май 2007 е обявено, че е било предоставено разрешение за разширяването на стадиона до 36 900 места. В първия етап ще се увеличи Източната трибуна с 6600 места. Строителните работи е трябвало да започнат в средата на 2008 г., но заради отпадането на Рединг от Висшата лига същата година, плановете биват замразени. Малко вероятно е работите да започнат, освен ако отборът не спечели отново промоция за Премиър лийг.